# Липчей, Анатолий Ярославович
Анатолий Ярославович Липчей (укр. Анатолій Ярославович Липчей; 7 мая 2003, Велятино — 5 января 2025, Покровск) — украинский военнослужащий, лейтенант, участник российско-украинской войны. Герой Украины (2025, посмертно).

## Биография
Родился 7 мая 2003 года в селе Велятино Закарпатской области. После окончания высшего военного учебного заведения во Львове поступил на службу в Национальную гвардию Украины.
Во время полномасштабного российского вторжения в Украину командовал 1-м танковым взводом танковой роты 14-й бригады оперативного назначения Национальной гвардии Украины «Червона калина».
Погиб 5 января 2025 года в районе города Покровск Донецкой области.
Похоронен в Хусте.

## Награды
- Звание «Герой Украины» с удостоением ордена «Золотая Звезда» (23 мая 2025, посмертно) — за личное мужество и героизм, проявленные в защите государственного суверенитета и территориальной целостности Украины, верность военной присяге[2].